# Lịch sử rượu vang Pháp

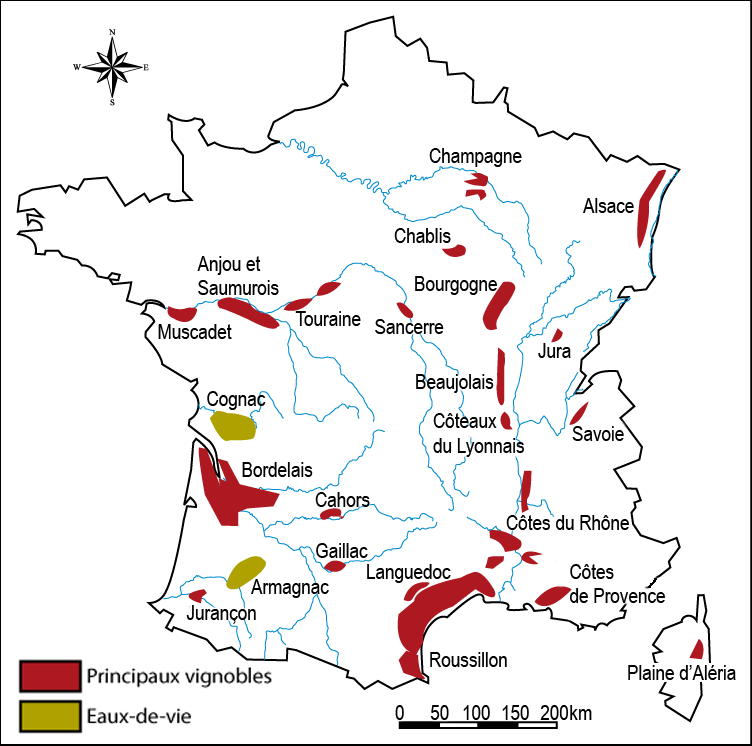
Các vùng sản xuất rượu vang chính của Pháp.

Lịch sử rượu vang Pháp trải dài ít nhất 2600 năm, khi người Phocaea thành lập thành phố Massalia vào thế kỷ 6 TCN, có khả năng nghề trồng nho đã tồn tại từ sớm hơn nhiều. Người La Mã đã phổ biến nghề trồng nho ra khắp vùng đất mà họ gọi là xứ Gaul, họ đã khuyến khích trồng nho tại các khu vực sau này đã trở thành các vùng rượu vang nổi tiếng như Bordeaux, Burgundy, Alsace, Champagne, Languedoc, Loire Valley và Rhone.
Trong quá trình lịch sử của mình, ngành công nghiệp rượu vang Pháp đã bị ảnh hưởng và được thúc đẩy bởi các lợi ích thương mại sinh lợi từ thị trường Anh quốc và thương nhân người Hà Lan. Trước Cách mạng Pháp, Giáo hội Công giáo là một trong những tổ chức sở hữu số lượng vườn nho lớn nhất Pháp, đặc biệt là tại các vùng như Champagne và Burgundy, đây là các vùng đã tạo nên khái niệm terroir cho ngành sản xuất rượu vang. Được sự hỗ trợ từ các ảnh hưởng bên ngoài và nội bộ, ngành công nghiệp rượu vang Pháp đã trở thành hình mẫu cho ngành công nghiệp rượu vang thế giới, với nhiều loại rượu vang của Pháp được coi là chuẩn mực cho phong cách đặc biệt của họ. Cuối thế kỷ 20 và đầu thế kỷ 21 ngành trồng nho và làm rượu vang đã có những thay đổi đáng kể, thị trường toàn cầu đã thay đổi và nổi lên sự cạnh tranh từ các vùng trồng nho khác ở châu Âu như Ý và Tây Ban Nha, cũng như các nhà sản xuất rượu vang ở Tân Thế giới mới nổi như California, Úc và Nam Mỹ.

## Lịch sử ban đầu
Bằng chứng khảo cổ cho thấy người Celt là những người đầu tiên trồng cây nho, thuộc giống Vitis vinifera ở Gaul. Các hạt giống nho đã được tìm thấy trên khắp nước Pháp, trước khi bị ảnh hưởng văn hóa từ Hy Lạp và La Mã, một số mẫu vật được tìm thấy ở gần hồ Geneva có tuổi lên tới 12.000 năm. Một lớn bước ngoặt trong lịch sử rượu vang của xứ Gaul là việc người Hy Lạp từ Phocae ở Tiểu Á di cư đến vùng này, đã thành lập nên thành phố Massalia vào thế kỷ 6 TCN. Đến thế kỷ 2 TCN, Massalia (sau đó được gọi là Massilia) dưới ảnh hưởng của La Mã đã trở thành một hải cảng quan trọng trên các tuyến đường thương mại nối Rome đến các thành phố La Mã ở Saguntum (gần vùng Valencia, Tây Ban Nha ngày nay). Sự hiện diện và ảnh hưởng của người La Mã ở Massilia đã nhanh chóng phát triển, do các thành phố xung quanh của người La Mã bị tấn công bởi người Liguria, Allobroges và Arverni. Cuối cùng, khu vực này trở thành một tỉnh của La Mã và được gọi là Provincia, sau đó đổi tên là Gallia Narbonensis.

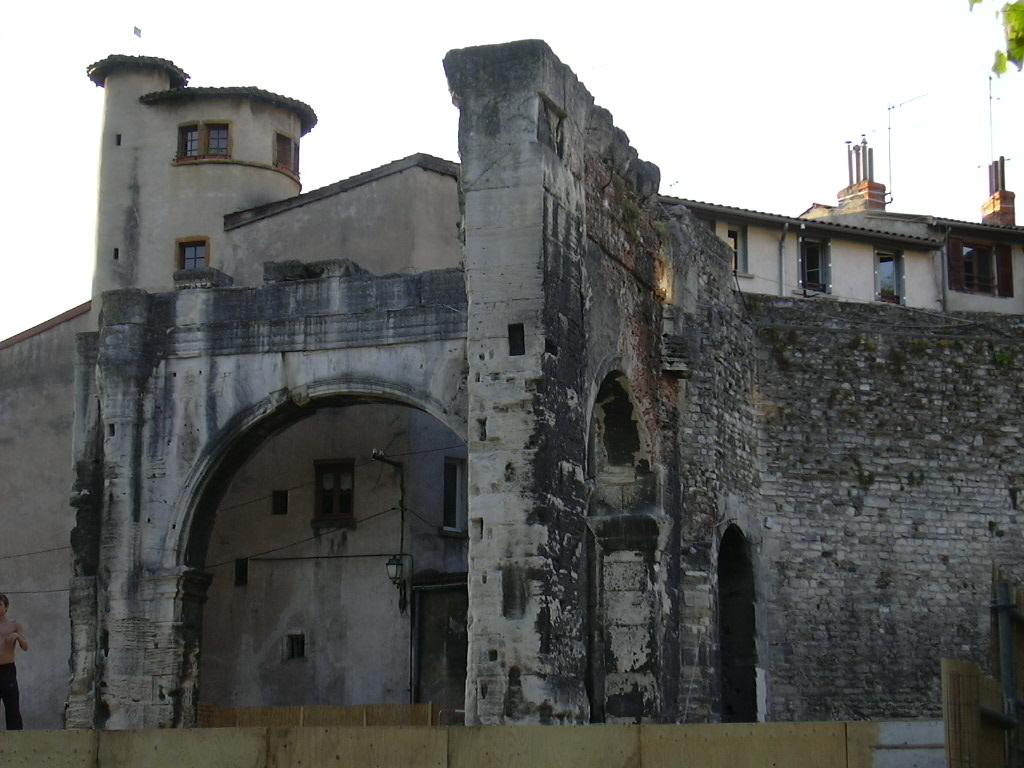
Tàn tích La Mã ở Vienne. Pliny the Elder lưu ý rằng người Allobroges ở Vienne làm ra sản phẩm rượu vang được người La Mã và dân địa phương đánh giá cao.

Những người định cư Hy Lạp đầu tiên đã mang tới một triển vọng rõ ràng cho vùng Địa Trung Hải với nghề trồng nho ở Gaul. Theo hiểu biết của họ, cây nho sinh trưởng tốt nhất ở vùng có cùng khí hậu như vùng trồng cây oliu và cây sung, do đó các vườn nho được trồng ở vùng có khí hậu ấm áp ven biển Địa Trung Hải. Vào thế kỷ 7 TCN, nhà địa lý Hy Lạp là Strabo viết rằng các khu vực quanh Massilia và Narbo có thể sản xuất các loại trái cây tương tự như Ý, nhưng phần còn lại của xứ Gaul ở phía bắc khó trồng oliu, sung hoặc nho. Theo luật La Mã vào thời kỳ này, đa số rượu tiêu thụ trong khu vực theo luật phải có nguồn gốc từ Ý, do đó các mảnh vỡ của những chiếc vò rượu hai quai được tìm thấy trên khắp xứ Gaul sau khoảng 100 năm TCN, đặc biệt là ở dọc theo bờ biển và sông.